# Ubiquity (software)
Ubiquity je také grafický instalační nástroj, napsaný v programovacím jazyce Python, a používaný v operačním systému Ubuntu. Existuje pro něj jak Qt, tak GTK frontend. Ubiquity bylo poprvé představeno jako součást Ubuntu 6.06 Dapper Drake.